# Joshua Leonard

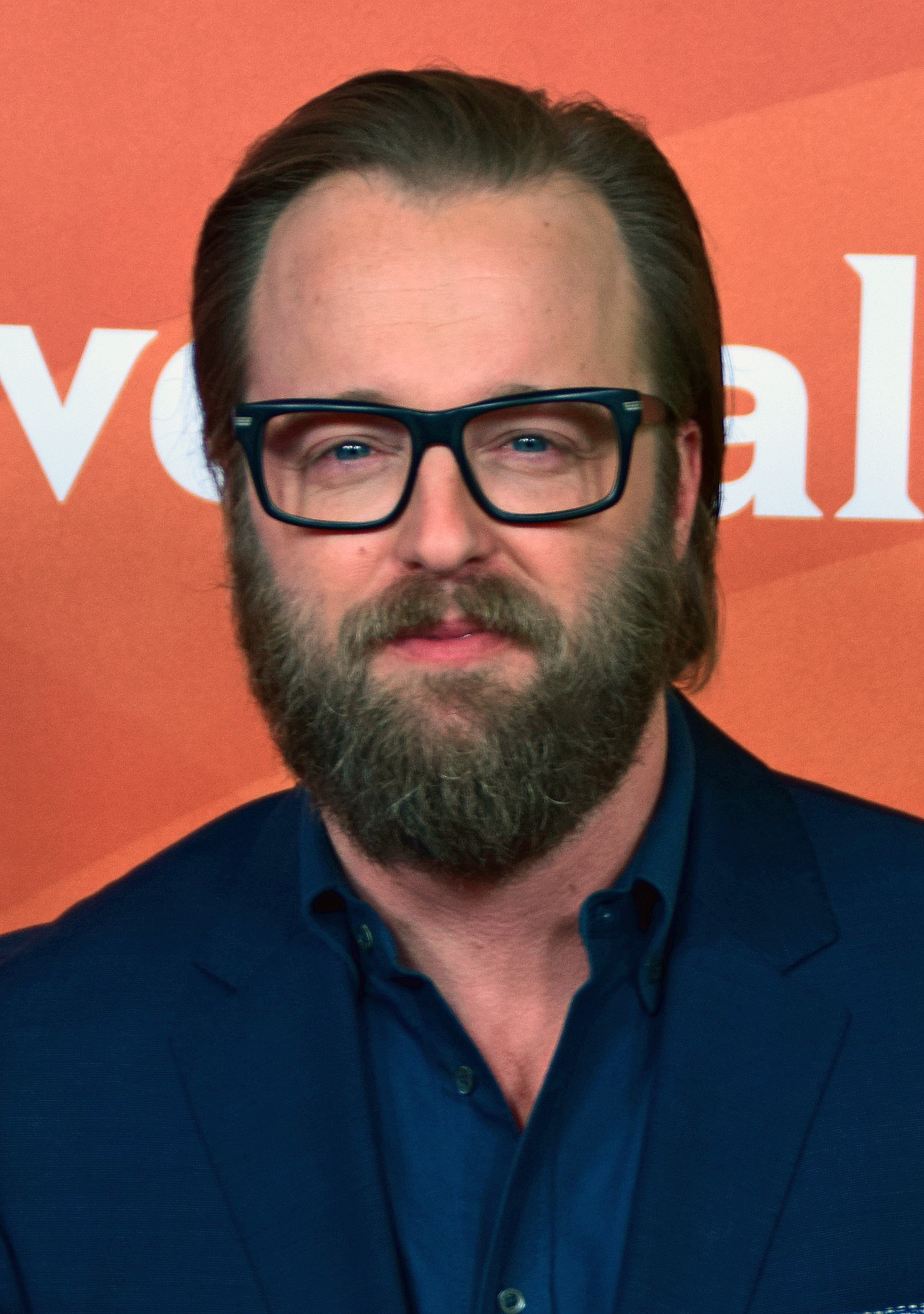
Joshua Leonard (2016)

Joshua Leonard (* 17. Juni 1975 in Houston, Texas) ist ein US-amerikanischer Schauspieler und Regisseur.

## Leben und Karriere
Bekannt wurde er 1999 durch den Erfolgsfilm Blair Witch Project. Für diese Rolle wurde er 2000 für den Blockbuster Entertainment Award nominiert. 2000 war er in Men of Honor neben Robert De Niro und Charlize Theron sowie in Sacrifice – Der Sweetwater-Killer neben Michael Madsen zu sehen. 2003 agierte er an der Seite von Alicia Silverstone, Rachael Leigh Cook, Woody Harrelson und John Cleese in der Komödie Abgezockt!, 2004 spielte er die Hauptrolle im Horrorfilm Madhouse – Der Wahnsinn beginnt. Zwei Jahre später übernahm er eine Rolle im Horrorfilm Hatchet, 2008 spielte er in Prom Night und dem Endzeitthriller 20 Years After mit.
Leonard ist auch als Regisseur aktiv. 2011 drehte er mit The Lie seinen ersten Spielfilm. 2018 folgte Behold My Heart, 2020 wurde Fully Realized Humans veröffentlicht. An den drei Filmen war er auch als Drehbuchautor beteiligt.
Im Januar 2015 verlobte er sich mit der Schauspielerin Alison Pill, Ende Mai 2015 heirateten die beiden.

## Filmografie (Auswahl)
- 1999: Blair Witch Project (The Blair Witch Project)
- 2000: Sacrifice – Der Sweetwater-Killer (Sacrifice)
- 2000: Men of Honor
- 2001: Cubbyhouse – Spielplatz des Teufels Cubbyhouse
- 2003: Abgezockt! (Scorched)
- 2004: Madhouse – Der Wahnsinn beginnt (Madhouse)
- 2004: Larceny
- 2005: CSI: Miami (Fernsehserie, 3 Episoden)
- 2006: Kill Bobby Z (The Death and Life of Bobby Z)
- 2006: Hatchet
- 2006: Bones – Die Knochenjägerin (Fernsehserie, eine Episode)
- 2007: Shaggy Dog – Hör mal, wer da bellt (The Shaggy Dog)
- 2008: Prom Night
- 2008: Expecting Love
- 2008: 20 Years After
- 2009: Humpday
- 2009: Dead in Love
- 2009: Hung – Um Längen besser (Fernsehserie, 3 Episoden)
- 2010: Bitter Feast
- 2010: The Freebie
- 2011: Higher Ground – Der Ruf nach Gott (Higher Ground)
- 2011: Shark Night 3D
- 2011: The Lie
- 2012: The Motel Life
- 2013: Four Corners of Fear
- 2014: Wenn ich bleibe (If I Stay)
- 2015: Bates Motel (Fernsehserie, 6 Episoden)
- 2018: Unsane – Ausgeliefert (Unsane)
- 2019: Depraved
- 2020: Four Good Days
- 2020: Fully Realized Humans (auch Regie und Drehbuch)